# Jan Zimmermann (piłkarz)
Jan Zimmermann (ur. 19 kwietnia 1985 w Offenbach am Main) – niemiecki piłkarz grający na pozycji bramkarza w Eintrachcie Frankfurt.

## Życiorys
Jest wychowankiem Eintrachtu Frankfurt. W czasach juniorskich trenował także w Kickers Obertshausen. W latach 2004–2010 występował w Eintrachcie, jednak głównie w drużynie rezerw. W Bundeslidze zadebiutował 24 września 2005 w przegranym 0:1 meczu z VfL Wolfsburg. Od 1 lipca 2010 do 1 stycznia 2011 pozostawał bez klubu, po czym podpisał kontrakt z czwartoligowym SV Darmstadt 98. 1 lipca 2014 został piłkarzem drugoligowego 1. FC Heidenheim. Dwa lata później odszedł za 300 tysięcy euro do TSV 1860 Monachium. 1 lipca 2017 powrócił do Eintrachtu Frankfurt. W sezonie 2017/2018 zdobył wraz z tym klubem Puchar Niemiec.